# Alsodes australis
Alsodes australis är en groddjursart som beskrevs av Formas, Úbeda, Cuevas och Jose J. Nuñez 1997. Alsodes australis ingår i släktet Alsodes och familjen Cycloramphidae. IUCN kategoriserar arten globalt som otillräckligt studerad. Inga underarter finns listade i Catalogue of Life.